# T-48 MPATS
T-48TS là một đề ánm áy bay của Hải quân Hoa Kỳ, dự định sẽ thay thế loại T-39 Sabreliner.